# تویوتا آریس

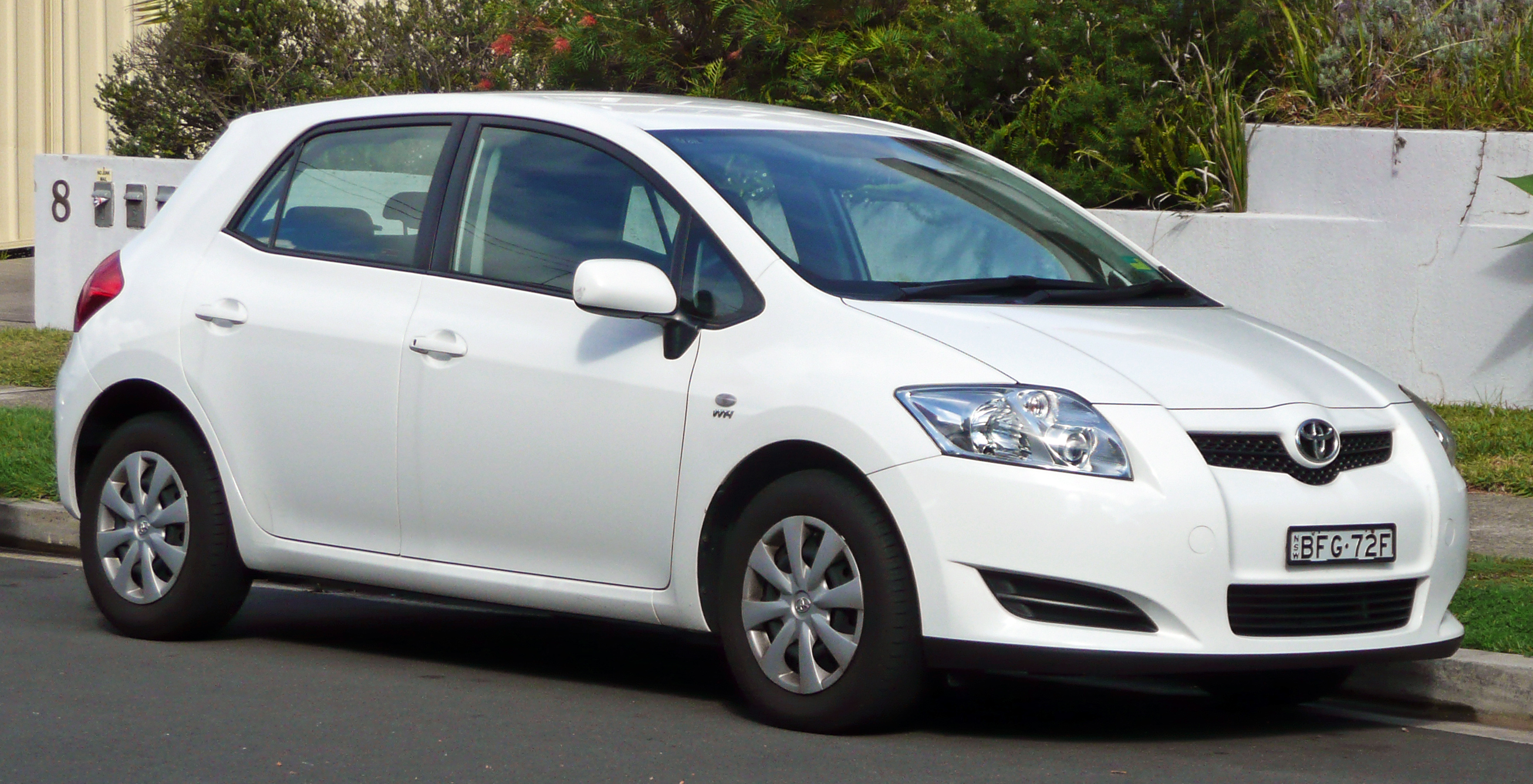

تویوتا آریس (Toyota Auris) خودرویی است که از سال ۲۰۰۷ تاکنون توسط شرکت تویوتا تولید شده‌است. طول آن در حالت طبیعی ۴٬۲۲۴ میلیمتر (۱۶۶٫۳ اینچ) و عرض آن در حالت طبیعی ۱٬۷۶۰ میلیمتر (۶۹٫۳ اینچ) و ارتفاع آن در حالت طبیعی ۱٬۵۱۶ میلیمتر (۵۹٫۷ اینچ) است. سیستم جعبه‌دندهٔ آن ۶ دنده به صورت دستی است.

## نگارخانه

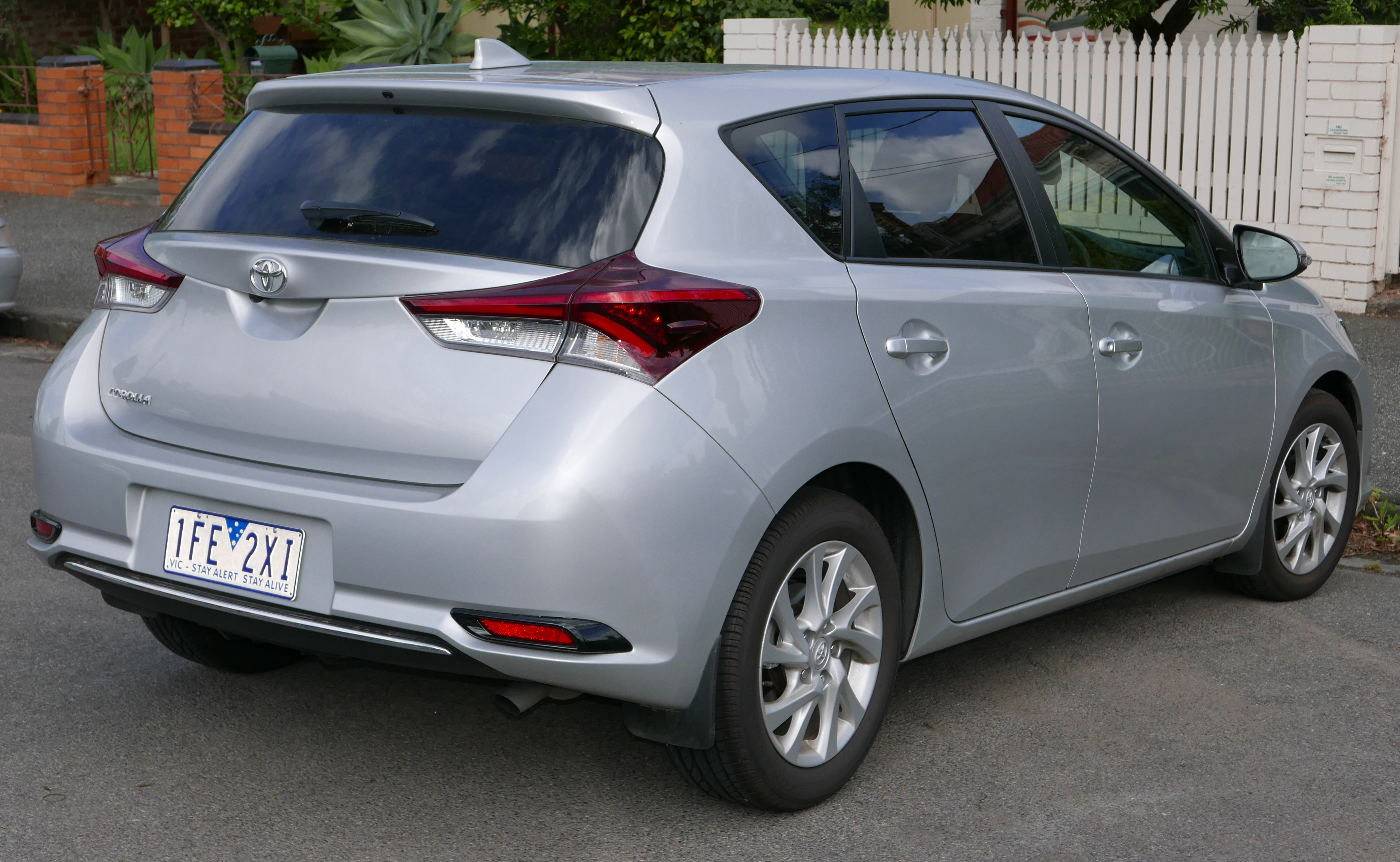
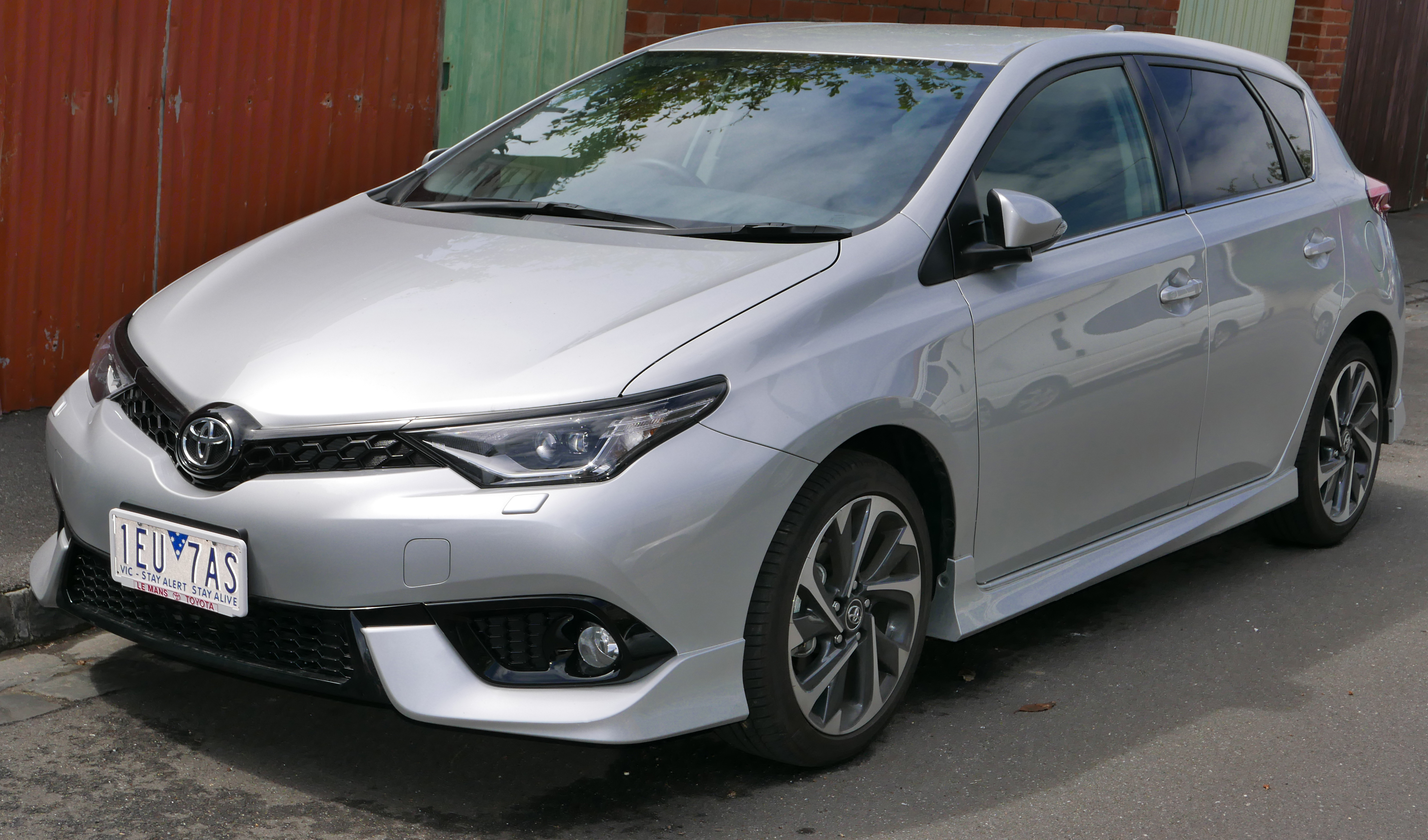
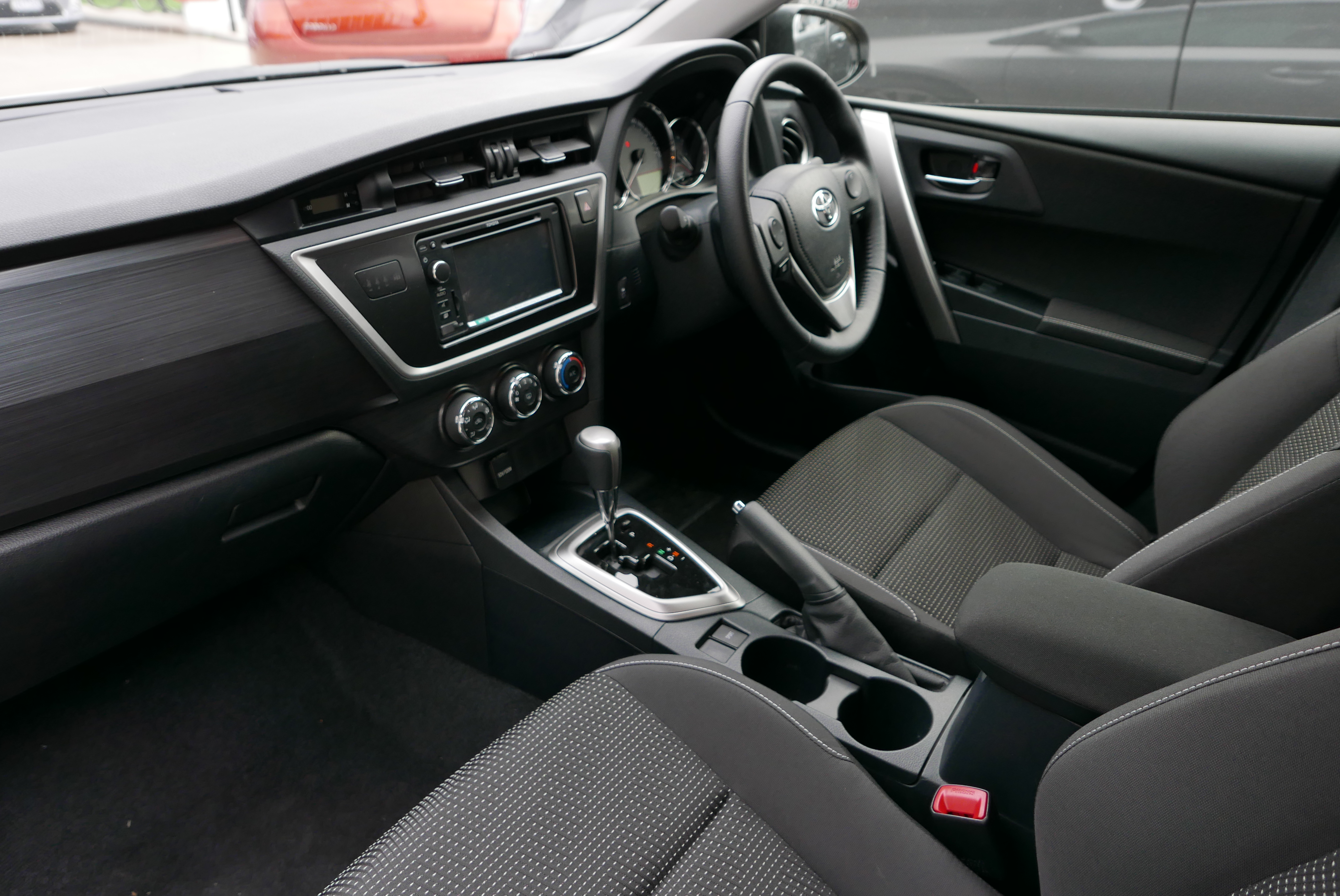